# Parlamentsvalet i Tjeckien 2017
Parlamentsvalet i Tjeckien 2017  hölls den 21 oktober 2017. Valets vinnare blev EU-kritiska och muslimkritiska ANO 2011 med 29,6 procent av rösterna. Det var ett väntat resultat eftersom ANO kontinuerligt hade legat i topp i opinionsundersökningarna från december 2013 och framåt, en ledning som successivt hade utökats och blivit ointagligt. Näst största parti blev de liberalkonservativa Medborgardemokraterna med 11,3 procent. Socialdemokraterna, som varit ett av Tjeckiens största partier allt sedan upplösningen av Tjeckoslovakien fick endast 7,3 procent. Det tjeckiska Piratpartiet gjorde en stark valrörelse och landade på 10,8 procent. Tjeckiens kommunistparti, Böhmens och Mährens kommunistiska parti, backade från 14,9 procent till 7,8 procent.

## Opinionsmätningar före valet
Figuren visar opinionsmätningarna inför valet. 

## Valresultat

### Valresultat efter distrikt
I galleriet nedan visas de stora partiernas resultat efter distrikt. Ju mörkare färger desto fler röster fick partiet i just det distriktet. 
|  |
|  |

|     |
| ANO |

|                       |
| Medborgardemokraterna |

|              |
| Piratpartiet |

|     |
| SPD |

|                                         |
| Böhmens och Mährens kommunistiska parti |

|                                    |
| Tjeckiens socialdemokratiska parti |

|                                                                 |
| Kristna och demokratiska unionen – Tjeckoslovakiska folkpartiet |

|        |
| TOP 09 |

|      |
| STAN |